# James Stephanie Sterling
James Stephanie Sterling (nacida en Londres, Reino Unido), también conocida como Commander Sterling y anteriormente como Jim Sterling, es una periodista independiente de videojuegos, crítica, YouTuber y luchadora profesional inglesa-estadounidense. Antes de independizarse en septiembre de 2014, fue editora de reseñas para Destructoid y autora para The Escapist.Sterling es conocida como uno de los principales ejemplos de una YouTuber que logra el éxito a través del micromecenazgo.

## Carrera

### Crítica de videojuegos
Sterling ha presentado The Jimquisition, una serie de vídeos semanales en YouTube en los que aborda temas de actualidad en torno a los videojuegos, a menudo relacionados con la protección del consumidor y la ética en la industria del videojuego. La serie se originó en el canal de YouTube de Destructoid y posteriormente se trasladó al canal de The Escapist, antes de publicarse en el propio canal de Sterling. Sus principales series sobre jugabilidad son "Jimpressions" y "Squirty Play", en las que comenta sus impresiones sobre un videojuego recién salido al mercado mientras muestra su propia jugabilidad pregrabada. A menudo se ha pronunciado en contra del sexismo en los videojuegos, y se ha mostrado abierta sobre el hecho de que su postura al respecto ha ido evolucionando paulatinamente.
En noviembre de 2014, Sterling anunció que dejaba The Escapist y que tenía la intención de buscar financiación para su trabajo de forma independiente a través de Patreon. En un episodio de The Jimquisition de 2020, declaró que había abandonado The Escapist después de que la publicación se negara a publicar su crítica negativa de Assassin's Creed Unity, alegando que la empresa matriz Defy Media temía perjudicar cualquier oportunidad de patrocinio con Ubisoft. Sterling también declaró su deseo de volver a escribir artículos y grabar podcasts, algo que no ha podido hacer desde que dejó Destructoid. Actualmente mantiene su propio sitio web, The Jimquisition, además de producir un podcast titulado "Podquisition", que comparte con la también periodista de videojuegos británica y presentadora fundadora Laura Kate Dale. El tercer miembro fundador y copresentador, el músico irlandés Gavin Dunne, tuvo su última aparición permanente en el episodio 250, al marcharse para seguir una carrera musical.  Gavin fue sustituido en el episodio 251 por Conrad Zimmerman, que había trabajado anteriormente junto a Sterling en Destructoid.
En marzo de 2016, Digital Homicide Studios presentó una demanda contra Sterling, solicitando una indemnización de 10 millones de dólares por "agresión, difamación y calumnia", a raíz de la crítica negativa de Sterling sobre su primer juego The Slaughtering Grounds. Sterling a su vez acusó a Digital Homicide Studios de borrar los comentarios negativos sobre el juego en su página de reseñas de Steam y de expulsar a los usuarios que lo criticaban. La demanda fue elevada a 15 millones de dólares antes de finalmente ser desestimada con prejuicios a finales de febrero de 2017.
A Sterling se le atribuye la acuñación del término "chungus", que más tarde formaría parte del nombre del meme "Big Chungus". Sterling empezó a utilizar el término ya en 2012 en su canal en una variedad de contextos no relacionados con diferentes significados para conseguir un efecto humorístico. También se le atribuyó la acuñación del término "asset flip" en 2015.

### Lucha libre
Sterling lucha bajo el nombre de Commander Sterling. Sterling se involucró inicialmente en la lucha libre como una broma, apareciendo como un personaje llamado Sterdust, parodiando al personaje Stardust de Cody Rhodes, apareciendo más tarde como mánager heel, antes de dedicarse ella misma a la lucha libre, también como heel. Ha luchado para promociones como Pro Wrestling EGO, Ryse Wrestling, BadBoys Wrestling (BBW) y PolyAm Cult Party.

### Actriz de doblaje y guionista de videojuegos
Sterling se unió al equipo de escritores de Vampire Survivors en 2022, escribiendo el bestiario del juego. También ha ofrecidos voces para Jazzpunk, We Happy Few, 2064: Read Only Memories, Volume, The Charnel House Trilogy, Lorelai y Oddworld: Soulstorm.

## Recepción
En 2011, Complex incluyó a Sterling en una lista de "los 25 periodistas de videojuegos más radicales a los que seguir en Twitter". Se ha convertido en una figura controvertida en el mundo del periodismo de videojuegos, sobre todo por sus críticas a las prácticas de la industria y su atención a la protección de los consumidores. Fans de algunos juegos muy anticipados, como No Man's Sky y The Legend of Zelda: Breath of the Wild, han lanzado ataques de denegación de servicio contra el sitio web de Sterling a raíz de críticas que consideraban que no eran lo suficientemente positivas.
Las opiniones de Sterling sobre los juegos de arte han sido criticadas por el creador de Spelunky, Derek Yu. En 2014, Yu comparó la opinión de Sterling con la que el crítico de arte Louis Leroy escribió en 1874 sobre un cuadro de Claude Monet que Leroy criticó por estar incompleto, mientras que el estilo de pintura se convertiría más tarde en un importante estilo artístico.

## Vida personal
Sterling nació en Londres, Inglaterra, donde ha declarado haber vivido cerca de la línea de pobreza durante gran parte de su infancia. En un vídeo de noviembre de 2015, Sterling declaró (mientras hablaba de las opciones de relación poliamorosa en Fallout 4) que no era "un tipo monógamo, ni [...] tampoco heterosexual ". Es abiertamente pansexual y queer. En junio de 2020, se nacionalizó estadounidense. En agosto de 2020, Sterling salió del armario como no binaria. Sterling utiliza los pronombres she/them.
A finales de junio de 2020, mientras hablaba sobre el movimiento Speaking Out y la mala práctica dentro de la industria de los videojuegos, Sterling tocó el tema de sus propios trastornos:

Los acontecimientos de las últimas semanas me han afectado especialmente, ya que he empezado a aceptar mi propia historia. Mientras se habla de abusos, me he sometido a una evaluación psiquiátrica en la que me han confirmado que padezco bipolar tipo 2 y Trastorno de Estrés Postraumático Complejo como resultado de lo que sólo puede describirse como un par de décadas en las que mis cuidadores destruyeron sistemáticamente mi sentido de la identidad, seguidas de gente que me convencía de que estaba inventando cosas y de que ni siquiera estaba ligeramente deprimida.